# Илиян (певец)
Илиян Бойдев, по-известен само като Илиян или Илиян Бойд, е български попфолк певец.

## Биография
Илиян е роден на 8 август 1982 г. във Велико Търново. Илиян има шанса да се открои още с първата си поява по телевизия „Планета“ – с майтапчийското видео на закачливата песен „Честит рожден ден“. И следващите записани песни в „Пайнер студио“ са в тази посока. Младият изпълнител е отраснал в музикантско семейство във Велико Търново. Самият той е свирил на пиано. Самоук певец е, от 14-годишен работи с оркестри по заведения и сватби. Отива му сръбско-циганското пеене в стила на Звонко Демирович. Гласът му е плътен, дълбок, с голям диапазон. Участва в продукцията на оркестър „Кристал“ с няколко песни. На 12 януари 2014 г. се ражда първият син на Илиян и съпругата му Камелия – Ицо.

## Музикална кариера

### 2005 – 09: Началото:„Тарикати“и„Тупалка – live“
2009 г. Илиян и Група Кънтри представиха новият си проект, озаглавен „Три – четири“. Следващата песен, която представя певецът е „Sve bih dao“. Певецът се изявява на Турне „Планета Дерби“ 2009 за първи път. През лятото излиза видеоклип, към хита „Тупалка“. Албумът на Илиян и Група Кънтри „Тупалка live“ излезе.

### 2009 – настояще
На 2 ноември Илиян и Анелия представиха първия си дует, озаглавен „Две неща“.
2010 г. В интернет изтича новата песен на Илиян „Йо – йо“, видеоклипът се появява на 5 май. Илиян, Борис Дали и Константин представиха първия си съвместен проект, озаглавен „Палатка“. Певецът се изяви на концерта по случай 20 години Пайнер. Илиян се изяви на Турне „Планета Дерби“ 2010. В интернет изтича първата дуетна песен на Илиян и Андреа, а видеоклипът се появява на 16 декември.
2011 г. Новият видеоклип на Илиян към парчето „Чикита“ излезе на 4 юли. През зимата Илиян и Диян представиха видеоклип, към първия си дует „Джек – джек“.
2012 г. Новият проект на Илиян е факт. Видеоклипът, към „Хей момиче“ излезе на 24 февруари. Илиян и група Кънтри представиха видеоклип, към песента „Ню Йорк кючек“. Илиян и Анелия представиха вторият си съвместен проект. Видеоклипът към „Не исках да те нараня“ излезе на 25 юни. Видеоклипът към дуетната песен на Илиян Гъмзата озаглавен „Ефекта „уау““ излезе на 14 декември. На 11 Годишни музикални награди на ТВ „Планета“ Илиян и Анелия печелят награда за Дует на годината за песента „Не исках да те нараня“.
2013 г. Певецът изпя най-новата си песен, озаглавена „Бау – мяу“ на 11 Годишни музикални награди на ТВ „Планета“, а видеоклипът се появява на 1 март. През лятото излиза видеоклип, към песента „Гангстер“. Новият видеоклип на Илиян е със заглавие „2 – 3 шота“, който излезе на 4 ноември.
2014 г. Илиян и Алекс представя първия си дует по случай 13 Годишни награди на ТВ „Планета“. Видеоклипът, към „Единствена“ излезе на 6 март. Първият съвместен проект на Илиян и Устата е факт. Видеоклипът, към „Хвани ме, ако можеш“ излезе на 19 май.
През лятото Илиян и Сиана представиха видеоклип, към съвместното си парче „Палавница“. Певецът се изявява на Турне „Планета Лято“ 2014. Илиян и Кали представиха новия си дует „Няма да те питам“ на концерта XIII години телевизия „Планета“. В парчето участва и Слави Трифонов. На 13 Годишни музикални награди на ТВ „Планета“ Илиян и Сиана печелят награда за Артистично присъствие във видеоклип за песента „Палавница“.
2015 г. Първата песен, която представя певецът е „Обичам те, гадино“. В клипът участие взе и съпругата на Илиян Камелия. Новото видео на Илиян към песента „Аз съм аз“ направи своята видеопремиера на 15 април. Илиян и Анелия представиха видеоклип към трета си дуетна песен, озаглавена „Сърцето ще плати“.
Новото видео на Илиян към песента „Моето момиче“ излезе на 9 октомври. На 5 декември излиза видеоклип към песента „Дупе за милион“. На 15 юни 2016 г. излиза новата песен на Илиян – „Mi Amor“, която е дуетна с Артур и в която и двамата пеят на руски език. На 16 юни 2016 г. излиза песента на Кали – „Пауза“, в клипа участват Илиян и семейството му. На 22 юли Илиян промотира новия си проект „Гадже трепач“.
На 12 декември излиза песента „Колеги“, която е трио между Илиян, Анелия и DJ Живко Микс. Точно след 10 дена, на 22 декември бе направена премиерата на дуетното парче на певеца с Алисия „Нито дума“.

## Дискография

### Студийни албуми
- Тарикати (2008)[55]
- Тупалка – live (2009)[56]
- Илиян - Best video selection (2010)[56]

## Изяви
Концерти зад граница: Белгия, Испания, Португалия, Великобритания, Холандия, САЩ
Илиян участва в националното турне на „Пайнер“ през 2009, 2010 и 2014 г.

## Награди
| Година | Награда                        | Връчител                               |
| ------ | ------------------------------ | -------------------------------------- |
| 2006   | Награда на „GSM Ревю“          | Годишни награди на Телевизия „Планета“ |
| 2009   | Певец на 2009                  | Годишни награди на Телевизия „Планета“ |
| 2009   | DJ хит в „Планета пайнер клуб“ | Годишни награди на Телевизия „Планета“ |
| 2009   | Песен на годината              | Годишни награди на списание „Нов фолк“ |
| 2009   | Дуетна песен на годината       | Годишни награди на списание „Нов фолк“ |
| 2010   | Певец на годината              | Годишни награди на Телевизия „Планета“ |
| 2010   | Песен на годината              | Годишни награди на Телевизия „Планета“ |
| 2010   | Вокална формация на годината   | Годишни награди на Телевизия „Планета“ |
| 2011   | Певец на годината              | Годишни награди на списание „Нов фолк“ |
| 2012   | Дуетна песен на годината       | Годишни награди на списание „Нов фолк“ |
| 2019   | Летен хит                      | Годишни награди на FolkPlus            |
| 2019   | Цар на купона                  | Lifestyle Awards 2019                  |
| 2021   | Дискотечен хит                 | Годишни награди на FolkPlus            |